# NHK竹田ラジオ中継局
NHK竹田ラジオ中継局（エヌエイチケイたけたラジオちゅうけいきょく）は大分県竹田市にあるAMラジオ放送の中継局である。本局は竹田市および周辺の一部地域でのNHK大分ラジオ第1 難聴取解消のため設置されたラジオ中継局である。

## 概要
- 中継局名：NHK竹田ラジオ中継局
- 所在地：大分県竹田市飛田川字荒巻
- 主な受信地域：大分県竹田市および周辺の一部地域

## 中継施設概要
| 放送局名         | 周波数  | 空中線電力 | 放送対象地域 | 放送区域内世帯数 |
| ---------------- | ------- | ---------- | ------------ | ---------------- |
| NHK大分ラジオ第1 | 1323kHz | 100W       | 大分県       | -                |